# Merton College (Oxford)
El Merton College (nom complet: The House or College of Scholars of Merton in the University of Oxford) és un dels College constituents de la Universitat d'Oxford, a Anglaterra. La seva fundació es pot traçar fins a la dècada de 1260, quan Walter de Merton, canceller del monarca Enric III i, posteriorment, d'Eduard I, va redactar per primera vegada els estatus d'una comunitat acadèmica independent i va establir les dotacions econòmiques per assegurar-ne la viabilitat. La característica més important de la fundació de Walter va ser que aquest "college" havia d'estar auto-gestionat i que les dotacions havien d'estar destinades directament al guardià (Warden) i als mestres (Fellows).
Cap al 1274, quan Walter es va retirar del servei reial i va realitzar les revisions finals als estatus del college, la comunitat s'havia consolidat a l'emplaçament actual, al sector sud-est de la ciutat d'Oxford, iniciant-se un programa de construcció molt ràpid. La sala principal i la capella, així com la resta de la façana principal, es van completar abans d'acabar el segle xiii. El Mob Quad, un dels quadrangles de Merton, va ser construït entre el 1288 i el 1378, i és considerat el quadrangle més antic d'Oxford, mentre que la Biblioteca del Merton College, situada al Mob Quad i datada del 1373, és la biblioteca per acadèmics i estudiants universitaris més antiga del món encara en funcionament i sense haver cessat mai la seva activitat.
Entre els alumnes i acadèmics més destacats que han passat pel Merton College destaquen quatre premis nobels, així com l'autor J. R. R. Tolkien, el qual va ser professor de llengua i literatura anglesa entre el 1945 i el 1959. El Merton és un dels colleges més rics d'Oxford, amb un pressupost de £212.8 milions de lliures el juliol de 2014. El Merton té una gran reputació d'èxit acadèmic, quedant en primera posició habitualment els darrers anys a la Norrington Table.